# Jean Vivès
Pour les articles homonymes, voir Vivès (homonymie).
Jean Vivès est un patineur artistique français de la catégorie des couples. Il a été cinq fois champion de France entre 1953 et 1959 avec trois partenaires différentes: Nadine Damien, Colette Tarozzi et Anny Hirsch.

## Biographie

### Carrière sportive
Jean Vivès commence les compétitions de patinage par la catégorie individuelle. Il est quadruple vice-champion de France en 1949, 1950, 1952 et 1953. Il représente la France lors des championnats du monde de 1949 organisés à Paris.
En couple artistique, il obtient cinq titres de champions de France avec trois partenaires différentes. Il patine successivement avec quatre partenaires :
- pendant une saison avec Jeanine Laffitte (1948/1949)
- pendant une saison avec Nadine Damien (1952/1953) avec qui il obtient son premier titre national en 1953.
- pendant quatre saisons avec Colette Tarozzi (1953/1957) ; il conquiert deux nouveaux titres nationaux en 1954 et 1957, et participe à deux championnats d'Europe en 1956 à Paris et en 1957 à Vienne.
- pendant deux saisons avec Anny Hirsch (1957/1959) ; il remporte deux titres nationaux supplémentaires en 1958 et 1959. Ils patineront de nouveau ensemble lors de la saison 1965/1966 et prendront la médaille d'argent des championnats de France.

Il n'a jamais patiné aux Jeux olympiques d'hiver.

## Palmarès
Avec quatre partenaires:
- Jeanine Laffitte (1 saison : 1948-1949)
- Nadine Damien (1 saison : 1952-1953)
- Colette Tarozzi (4 saisons : 1953-1957)
- Anny Hirsch (3 saisons : 1957-1959 et 1965-1966)

| Compétitions en Couples | 1949 | 1950 | 1951 | 1952 | 1953 | 1954 | 1955 | 1956 | 1957 | 1958 | 1959 | 1960 | 1961 | 1962 | 1963 | 1964 | 1965 | 1966 |
| Jeux olympiques d'hiver |      |      |      |      |      |      |      |      |      |      |      |      |      |      |      |      |      |      |
| Championnats du monde |      |      |      |      |      |      |      |      |      |      |      |      | CA   |      |      |      |      |      |
| Championnats d’Europe |      |      |      |      |      |      |      | 14e  | 13e  |      |      |      |      |      |      |      |      |      |
| Championnats de France | 2e   |      |      |      | 1er  | 1er  | F    | 2e   | 1er  | 1er  | 1er  |      |      |      |      |      |      | 2e   |
| Compétitions en individuel | 1949 | 1950 | 1951 | 1952 | 1953 | 1954 | 1955 | 1956 | 1957 | 1958 | 1959 | 1960 | 1961 | 1962 | 1963 | 1964 | 1965 | 1966 |
| Championnats du monde | 10e  |      |      |      |      |      |      |      |      |      |      |      | CA   |      |      |      |      |      |
| Championnats de France | 2e   | 2e   | A    | 2e   | 2e   |      |      |      |      |      |      |      |      |      |      |      |      |      |
| Légende : F = Forfait ; A = Abandon ; CA = Championnats du monde 1961 annulés à cause de la catastrophe aérienne du vol 548 Sabena |      |      |      |      |      |      |      |      |      |      |      |      |      |      |      |      |      |      |